# نادي شباب العدل
نادي شباب العدل الرياضي هو فريق كرة قدم عراقي مقره في بغداد، يلعب في الدوري العراقي الدرجة الثانية.

## أنظر أيضا
- كأس العراق 2017

## روابط خارجية
- نادي شباب العدل على Goalzz.com
- أندية العراق - تواريخ التأسيس